# Maricopas
Pour les articles homonymes, voir Maricopa.
Les Maricopas ou Pee-Posh sont une tribu amérindienne d'Amérique du Nord vivant dans l'État actuel de l'Arizona.

## Histoire
Les Maricopas sont originaires du bas-Colorado mais à la suite de conflits avec les Yumas et les Mojaves, ils migrent vers la rivière Gila vers le XVIIe siècle où ils s'allient aux Pimas.
En 1857, la confédération défait une force de Mojaves et de Yumas à la bataille de Pima Butte (en), marquant la fin des affrontements entre nations amérindiennes dans le Sud-Ouest.